# Zgromadzenie Sióstr Polskich Franciszkanek
Niektóre z zamieszczonych tu informacji wymagają weryfikacji.
Dokładniejsze informacje o tym, co należy poprawić, być może znajdują się w dyskusji tego artykułu.
 Po wyeliminowaniu niedoskonałości należy usunąć szablon [[Szablon:Dopracować|]] z tego artykułu.
Polskie franciszkanki, Zgromadzenie Sióstr Polskich Franciszkanek – wspólnota sióstr zakonnych Kościoła Polskokatolickiego założona w 1959 roku z inicjatywy ks. bpa Maksymiliana Rodego.

## Historia
Gdy w 1959 roku ks. Maksymilian Rode został przyjęty do grona biskupów Kościoła Polskokatolickiego, jedną z jego pierwszych inicjatyw była próba utworzenia żeńskiego zakonu. W specjalnym piśmie skierowanym do proboszczów powiadomił ich o erygowaniu Zgromadzenia Sióstr Polskich Franciszkanek, które miało "służyć pomocą w realizacji zadań Kościoła, zwłaszcza w dziedzinie charytatywnej". Pierwszym dyrektorem Zgromadzenia został ks. Czesław Jankowski, a tymczasową siedzibą najpierw plebania parafii w Wiśniewie, a następnie dom należący do bp. Rodego w Puszczykówku przy ul. Mikołaja Kopernika 30.
Pod koniec 1960 roku lub na początku 1961 roku siedzibę zakonu przeniesiono do Częstochowy do budynku przy ul. Jana Kilińskiego 9. Od 16 października 1961 roku opiekę duszpasterską nad siostrami objął ks. Jerzy Szotmiller, natomiast od 3 października 1961 r. do 5 marca 1962 r. funkcję dyrektora Zgromadzenia pełnił ks. Kazimierz Grabianka.
Zgromadzenie nie spełniło pokładanych w nim nadziei i powoli obumierało z powodu braku kandydatek. Dlatego po zmianie kierownictwa kościelnego w 1965 r. zupełnie zaniechano dalszych prób realizacji idei życia zakonnego w Kościele Polskokatolickim.

## Charakterystyka i organizacja
Franciszkanizm to wielki ruch odnowy moralnej zapoczątkowany przez św. Franciszka. Jego podstawą była radosna, prosta wiara, płynąca z miłości do Boga i całego stworzenia. Franciszkanizm przepełniony był ewangeliczną zasadą ubóstwa oraz miłosierdzia, braterstwa i pomocy potrzebującym.
Do Zgromadzenia mogły być przyjmowane panny lub wdowy o nienagannym życiu, zdrowe, w wieku od lat 18 do 40, pragnące poświęcić się jako siostry zakonne pracy charytatywnej. Władzę Zgromadzenia stanowiła Rada Naczelna i Zarząd. W skład Rady wchodzili: delegat Kurii Biskupiej, dwaj kapłani, trzej świeccy, delegaci filii oraz członkowie Zarządu.